# Design dominant
 (novembre 2018).
Si vous disposez d'ouvrages ou d'articles de référence ou si vous connaissez des sites web de qualité traitant du thème abordé ici, merci de compléter l'article en donnant les références utiles à sa vérifiabilité et en les liant à la section « Notes et références ».
Le design dominant est un concept de gestion de la technologie introduit par James M. Utterback et William J. Abernathy en 1975 qui sert à identifier et à définir les principales caractéristiques technologiques qui deviennent un standard de facto au sein d'une industrie ou d'un secteur d'activité. Le concept de design dominant permet d’expliquer les différentes phases du cycle de vie[réf. nécessaire] des produits dans les industries de biens assemblés complexes. Il permet aussi de faire le lien entre les innovations technologiques et les dynamiques industrielles.

## Théorie et éléments de définition
Un design dominant est un design qui s'impose de telle sorte que les concurrents et les innovateurs œuvrant au sein de la même industrie doivent l'utiliser s'ils espèrent conserver une position concurrentielle à l'intérieur du marché. Selon Utterback et Abernathy, le design dominant découle d'un choix du marché :
« A dominant design in a product class is, by definition, the one that wins the allegiance of the marketplace, the one that competitors and innovators must adhere to if they hope to command significant market following. The dominant design usually takes the form of a new product (or set of features) synthesized from individual technological innovations introduced independently in prior product variants. »
— Utterback, Mastering the Dynamics of Innovation
 Le design dominant émerge progressivement dans le cycle de vie du produit et synthétise les variations technologiques des produits du début de cycle[réf. nécessaire]. Lorsqu'une nouvelle technologie émerge, (par exemple les systèmes d'exploitation informatiques à interface graphique) plusieurs entreprises peuvent donc introduire des alternatives au design dominant (par exemple, Apple, Microsoft et IBM ont tous développé un système d'exploitation à interface graphique) ; les designs ainsi proposés seront modifiés de façon incrémentale par rapport à un modèle dominant qu'il s'agit de distinguer des autres modèles proposés par les concurrents en synthétisant progressivement des caractéristiques des versions antérieures proposées, sans le changer de façon trop importante (ainsi chaque système d'exploitation à interface graphique, qu'il s'agisse de Windows, Mac OS ou OS/2, fonctionne sensiblement de la même façon, avec de cas en cas des améliorations de certaines fonctions par rapport à d'autres, des changements dans l'interface, etc.). À un certain point dans le développement d'une technologie ou d'un design, une configuration admise comme modèle standard au sein d'un secteur d'activité ou d'une industrie peut émerger. Selon Utterback et Suárez, le développement d'un design dominant a pour effet de favoriser la standardisation et donc la concentration des efforts des compagnies de la recherche et développement vers la production et le développement de designs et de marchés complémentaires. L'apparition d'un design dominant est nécessaire au développement de la concurrence basée sur la gestion de l'offre et de la demande et de la réduction des coûts, en plus du développement de nouvelles fonctions et de la performance du produit. L'émergence d'un design dominant est une étape importante dans l'évolution d'un secteur d'activité ou d'une industrie et modifie la façon dont les entreprises se font concurrence au sein d'une industrie, et détermine donc quels types de structures d'entreprises et d'organisations s'imposent. Un design dominant peut être une nouvelle technologie, un produit en tant que tel ou encore un ensemble de caractéristiques déterminantes pouvant provenir d'innovations technologiques distinctes, apparues à différents stades de développement du produit mais éventuellement réunies.
Les designs dominants peuvent n'être pas objectivement les meilleurs designs du point de vue pratique : souvent, les éléments caractéristiques de ces designs sont développés de façon à surmonter un obstacle technique inhérent à un design antérieur et non d'après les préférences des consommateurs bien que ceux-ci finissent par le préférer éventuellement. Le clavier QWERTY par exemple, a été développé pour remédier au problème de blocage des touches ; en effet, lorsque deux touches voisines étaient actionnées en même temps, les bras porteurs des caractères d'impression s'entrecoinçaient, ce qui occasionnait le blocage, d'autant plus difficile à régler que l'impression se faisait sous le cylindre de la machine. Cependant, à l'époque du développement du clavier QWERTY, d'autres dispositifs qui n'étaient pas nécessairement liés à la disposition des touches existaient déjà et permettaient de réduire les risques de blocage sans altérer la disposition des touches sur le clavier. Le clavier QWERTY doit sa popularité entre autres choses et en plus de sa disposition permettant de prévenir le blocage à la grande diffusion de la machine à écrire Remington 2 en 1878, première machine à utiliser une touche « SHIFT » pour activer les majuscules. Le fait que l'industrie informatique ait repris le clavier QWERTY montre bien comment un design peut devenir dominant et s'imposer pour des raisons autres que la stricte supériorité technique, le risque de blocage étant lié à d'autres facteurs sur un ordinateur, qui ne nécessite donc aucune disposition particulière des touches telle que celle du clavier QWERTY, pourtant conservé par habitude. Autrement dit, les raisons pour lesquelles un design gagne l'adhésion d'un marché et s'impose comme dominant peuvent être liées à plusieurs facteurs, tels que la publicité, la supériorité technologique et technique, l'adoption du design par des fabricants ayant déjà des parts de marché importante (par exemple Remington lors du développement du clavier QWERTY) ou encore des stratégies de marketing plus efficaces que celles de la concurrence[réf. nécessaire]. 
Les design dominants sont souvent identifiés seulement après leur émergence en tant que tels, c'est-à-dire seulement lorsqu'ils dominent effectivement le marché. Certains auteurs considèrent qu'un design dominant est émergent lorsqu'il acquiert plus de 50% de parts de marché. Une autre méthode pour identifier les designs dominants émergents est d'étudier le produit spécifique et les innovations introduites par des entreprises différentes au fil du temps afin de déterminer celles qui sont conservées et qui deviennent dominantes. 

### Le processus de domination
Le processus d'émergence d'un design dominant au sein d'une industrie ou d'un secteur d'activité comporte quelques étapes caractéristiques
1. Une entreprise particulièrement active en recherche et développement ou une firme de recherche commence la phase de R&D avec l'intention de créer un nouveau produit commercial ou d'améliorer un modèle existant.
2. Le premier prototype du nouveau produit ou de la nouvelle technologie est introduit, envoyant un signal aux concurrents à examiner la faisabilité et la pertinence des idées issues de leurs programmes de recherche considérant ce nouveau produit.
3. Le premier produit commercial est lancé, le soumettant ainsi à l'usage des consommateurs pour la première fois. Il est habituellement destiné à un petit groupe de clients. Cette étape sert de « dernière chance » pour les concurrents à réexaminer et à accélérer leurs programmes de recherche et développement.
4. Une entreprise émerge de façon prépondérante du nouveau marché comme chef de file. Par exemple, dans l'industrie des ordinateurs personnels, Apple a dominé après l'introduction de leur Apple I en 1976.
5. Enfin, à un moment donné, une trajectoire technologique domine de façon claire et relativement stable, ce qui marque la dernière étape dans le processus de domination.

## Exemples de designs dominants
Des étapes de domination ont été identifiées dans de nombreux secteurs d'activités. L'émergence d'un design dominant coïncide généralement avec le moment où le nombre d'entreprises en concurrence dans l'industrie est le plus élevé. Une fois qu'un design dominant émerge, un message implicite est envoyé aux autres entreprises du secteur d'activité en question (et donc aux consommateurs du même coup) selon lequel tous les nouveaux produits similaires ou encore profitant de la nouvelle technologie dominante doivent absolument intégrer les principales caractéristiques mises de l'avant par le nouveau design dominant. Un exemple de design dominant est la calculatrice à quatre fonctions de la calculatrice de l'iPod et de l'iPhone. D'autres exemples de designs dominants incluent :
- la guerre des Courants entre la puissance apparente et le courant continu à la fin des années 1800 ;
- la guerre des formats vidéos entre le Betamax et VHS, lorsque la VHS est devenue, de facto, la cassette vidéo standard ;
- la métaphore du « bureau » introduite par Xerox Alto, devenue dominante dans la conception des systèmes d'exploitation ;
- l'iPod de Apple;
- le DC-3 de la Douglas Aircraft Company, dont l'influence a été considérable à partir des années trente et particulièrement pendant la Seconde Guerre mondiale à cause de son hélice à pas variable, de son train d'atterrissage rétractable, sa construction monocoque, son moteur refroidi à l'air, et ses ailes à rabats [8].
- le Philips Ambiant Health Experience, exemple de design dominant dans le secteur de la santé

## Implications pour l'innovation et la dynamique de la concurrence
L'apparition d'un design dominant a des répercussions autant sur les avancées techniques futures que sur le rythme de ces avancées, ainsi que sur la pérennité des entreprises titulaires d'un design dominant et des structures présentes au sein des entreprises et dans la dynamiques de compétition inhérente à l'économie de marché. Avant l'apparition d'un design dominant, les firmes qui se font concurrence expérimentent constamment et ne peuvent bénéficier de la stabilité, de la rentabilité et de la croissance que procure la vente et la production à grande échelle. Le nombre de firmes coprésentes au sein d'un secteur d'activité est  généralement beaucoup plus élevé avant l'émergence d'un design dominant. Lorsqu'émerge le design dominant, certaines firmes accumulent des ressources complémentaires et peuvent ainsi exploiter leur capacité de production plus grande, ce qui en retour rend la pénétration du marché plus difficile pour quiconque n'a pas les ressources financières et technologiques suffisantes pour se confronter aux entreprises qui dominent. Les entreprises qui débutent lors de périodes d'expérimentation risquent ainsi de choisir la mauvaise voie, technologiquement parlant, mais ont l'avantage de pouvoir dominer si elles choisissent la bonne. Les entreprises qui naissent dans des époques précédant l'apparition de designs dominants ont plus de chance de survie que celles qui naissent après l'apparition du design dominant. Utterback et Kim (1985) [réf. nécessaire] et Anderson et Tushman ont étudié les effets de la disruption d'une industrie bien établie et qui en conséquence de cette disruption recommence un nouveau cycle  (recherche et développement, développement d'un design dominant, etc.). Au cours de chaque cycle, le nombre d'entreprises présentes augmente dans la première période de latence et d'expérimentation, puis atteint un sommet avec l'émergence d'un design dominant, diminue jusqu'à ce que quelques firmes dominent l'industrie et recommence lorsque la disruption advient et met de nouveau en place les conditions nécessaires à une vague de nouvelles entreprises et de recommencement du cycle.